# Delosperma subpetiolatum
Delosperma subpetiolatum är en isörtsväxtart som beskrevs av L. Bol.. Delosperma subpetiolatum ingår i släktet Delosperma, och familjen isörtsväxter. Inga underarter finns listade i Catalogue of Life.